# Hirschenhausen
Hirschenhausen, bis 1975 Sitz der gleichnamigen selbstständigen Gemeinde, ist ein Pfarrdorf und Ortsteil der Gemeinde Jetzendorf im oberbayerischen Landkreis Pfaffenhofen an der Ilm.

## Geschichte
Die katholische Pfarrkirche Mariä Heimsuchung in Hirschenhausen wurde 1856 erbaut. Hirschenhausen zählt aber zu den alten Pfarreien der Region. Mit der Hofmark Jetzendorf war Hirschenhausen von 1345 bis 1848 verbunden. Seit 1812 stammen die Herren von Schloss Jetzendorf aus der Familie Keßling-Freyberg. Auch Hirschenhausen gelangte damals in den Besitz der Freyberg und war bis 1848 Amtssitz des Patrimonialgerichts.
Seit dem Jahr 1818 war Hirschenhausen durch das zweite Gemeindeedikt Sitz einer Ruralgemeinde (ab 1835: Landgemeinde). Mit der Landkreisreform kam die Gemeinde am 1. Juli 1972 von dem damals aufgelösten Landkreis Schrobenhausen zum Landkreis Pfaffenhofen an der Ilm. Am 1. Januar 1975 wurde die bis dahin selbständige Gemeinde mit dem zugehörigen Dorf Badershausen und der Einöde Schernberg nach Jetzendorf eingegliedert.
Im Wettbewerb „Unser Dorf soll schöner werden“ gewann das Dorf im Kreisentscheid 2008 eine Goldmedaille, im Jahr darauf im Bezirksentscheid dann Silber.

## Sehenswürdigkeiten
Folgende Baudenkmäler sind in die Denkmalliste eingetragen:
- Katholische Pfarrkirche Mariä Heimsuchung
- Pfarrhaus
- Kleinhaus Marienstraße 5